# 秘密 (上原あずみの曲)
「秘密」（ひみつ）は上原あずみの楽曲。自身が作詞、徳永暁人が作曲を手掛けた。上原の6枚目のシングルとして。2005年12月7日にGIZA studioから発売された。

## 概要
上原のシングルとしては前作「無色」から約3年3ヶ月ぶりのリリース。初回限定盤（GZCA-7066）・通常盤（GZCA-7067）の2種リリースで、初回限定盤には本曲のPVを収録したDVDが同梱されている。
初披露は大阪のライブハウスで行われ、その後問い合わせが殺到したという。

## シングル収録内容

### 初回限定盤
| 全作詞: 上原あずみ、全編曲: 小澤正澄。 |                            |            |                |      |
| #                                      | タイトル                   | 作詞       | 作曲           | 時間 |
| 1.                                     | 「秘密」                   | 上原あずみ | 徳永暁人       | 3:51 |
| 2.                                     | 「Silent」                 | 上原あずみ | Hiya & Katsuma | 3:33 |
| 3.                                     | 「秘密〜instrumental〜」   | 上原あずみ |                | 3:51 |
| 4.                                     | 「Silent〜instrumental〜」 | 上原あずみ |                | 3:29 |
| 合計時間:                              | 合計時間:                  | 合計時間:  | 14:44          |      |

| #  | タイトル                            | 作詞 | 作曲・編曲 |
| -- | ----------------------------------- | ---- | ---------- |
| 1. | 「Document movie & interview」      |      |            |
| 2. | 「秘密（2005.7.28 TURTHDAY LIVE）」 |      |            |

## 収録アルバム
| 曲名 | 収録アルバム           | 発売日         | 備考                  |
| ---- | ---------------------- | -------------- | --------------------- |
| 秘密 | 『生きたくはない僕等』 | 2006年10月18日 | 2ndオリジナルアルバム |

## 参加ミュージシャン
- 小澤正澄 - ギター
- 大橋雅人（FEEL SO BAD） - ベース
- 山口昌人（FEEL SO BAD） - ドラム